# 에드워드 애들버트 도이지
에드워드 애들버트 도이지(영어: Edward Adelbert Doisy, 1893년 11월 13일 ~ 1986년 10월 23일)는 미국의 생화학자이다. 1943년에 비타민 K의 화학적 성질에 대한 연구로 헨릭 담과 함께 노벨 생리학·의학상을 수상했다.

## 수상 경력
- 1941년 : 윌러드 기브스상(영어판)
- 1943년 : 노벨 생리학·의학상

## 참고 문헌
- Zetterström, Rolf (June 2006). “H. C. P. Dam (1895–1976) and E. A. Doisy (1893–1986): the discovery of antihaemorrhagic vitamin and its impact on neonatal health”. 《Acta Paediatr.》 (Norway) 95 (6): 642–4. doi:10.1080/08035250600719739. ISSN 0803-5253. PMID 16754542.
- Fitch, C D (May 1988). “In memoriam: Edward A. Doisy, Ph. D”. 《J. Clin. Endocrinol. Metab.》 (UNITED STATES) 66 (5): 1094–5. ISSN 0021-972X. PMID 3283162.